# David Onley

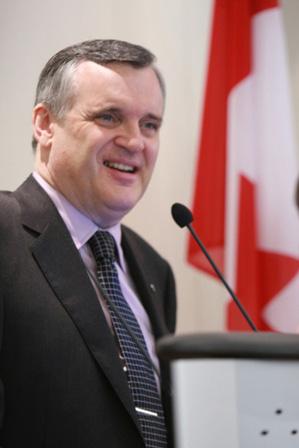
David Onley

David Charles Onley, O.Ont (* 12. Juni 1950 in Midland, Ontario; † 14. Januar 2023) war ein kanadischer Fernsehjournalist und -moderator. Von 2007 bis 2014 war er Vizegouverneur der Provinz Ontario und repräsentierte als solcher das Staatsoberhaupt, Königin Elisabeth II., auf Provinzebene.

## Biografie
Onley wuchs in Scarborough auf. Im Alter von drei Jahren erkrankte er an Polio und war seither vom Hals abwärts teilweise gelähmt. 1975 schloss er das Studium der Politikwissenschaft an der University of Toronto ab. Er begann anschließend an der University of Windsor Recht zu studieren, brach das Studium jedoch ab. Mehrere Jahre lang war er arbeitslos und schrieb in dieser Zeit den Roman Shuttle: A Shattering Novel of Disaster in Space über eine fiktive Space-Shuttle-Katastrophe.
Das Buch wurde 1982 zu einem Bestseller und die erhöhte Aufmerksamkeit ermöglichte Onley eine Medienkarriere. Er moderierte zunächst eine wöchentliche Wissenschaftssendung beim Radiosender CFRB und wechselte 1983 zu CKO. 1984 begann er, Wettersendungen beim Fernsehsender Citytv zu moderieren, und war damit der erste kanadische Fernsehmoderator mit einer sichtbaren körperlichen Behinderung. Von 1989 bis 1994 moderierte er auf Citytv die Nachrichten im Morgenprogramm; bis 1999 leitete er die Wissenschaftsredaktion. Danach wechselte er zum Fernsehsender CityPulse24 und moderierte das Wissensmagazin Home Page.
Zusätzlich zu seinen beruflichen Aktivitäten engagierte sich Onley für die Belange von behinderten Menschen, insbesondere für die leichtere Zugänglichkeit zu öffentlichen Gebäuden. 2005 ernannte ihn die Provinzregierung Ontarios zum Vorsitzenden der Kommission für behindertengerechtes Bauen. Auf Vorschlag von Premierminister Stephen Harper ernannte Generalgouverneurin Michaëlle Jean ihn am 10. Juli 2007 zum Vizegouverneur der Provinz Ontario; die Vereidigung folgte am 5. September 2007. Nach dem Ende seiner Amtszeit am 23. September 2014 war er als Dozent an der politikwissenschaftlichen Fakultät der University of Toronto tätig.